# Qeqertarsuatsiaat
Qeqertarsuatsiaat (Fiskernæs ou Fiskenæsset en danois avant 1973) est un village groenlandais situé dans la municipalité de Sermersooq près de Nuuk au sud-ouest du Groenland. La population était de 246 habitants en 2009.

## Histoire
Fondée par les frères Moraves en 1754, Fiskernæs comptait près de 1 000 habitants au milieu du XIXe siècle et était connue comme une importante base pour la pêche aux phoques. 